# Gefleckte Seeratte
Die Gefleckte Seeratte (Hydrolagus colliei) ist eine Art aus der Familie der Kurznasen-Seekatzen (Chimaeridae).
Sie kommt im östlichen Pazifik an der Küste Nordamerikas vor. Das Verbreitungsgebiet reicht vom Cape Spencer am Südende des Glacier-Bay-Nationalparks (Alaska) bis zur Bahía de Sebastián Vizcaíno an der Westküste Niederkaliforniens (Mexico). Eine isolierte Population gibt es im Norden des Golf von Kalifornien.

## Merkmale
Die Gefleckte Seeratte wird maximal 97 Zentimeter lang. Der Körper läuft in einem langen Schwanzfaden aus. Die hohe erste Rückenflosse wird von zehn Flossenstrahlen gestützt und von einem vorausgehenden giftigen Stachel geschützt. Die Brustflossen sind dreieckig, ihre Basis ist fleischig. Die schleimige Haut der Gefleckten Seeratte ist schuppenlos. Ihre Farbe ist silbrig bis braun, weiß gefleckt, oft mit einem irisierenden goldenen, grünlichen oder bläulichen Schimmern. Rücken- und Schwanzflosse haben dunkle Ränder. Die Augen sind grün. Die Seitenlinie ist gut sichtbar. 

## Lebensweise
Die Gefleckte Seeratte lebt bodennah von der Gezeitenzone bis in Tiefen von über 900 Metern. Sie ernährt sich von Muscheln, Krebstieren und Fisch. Die Fische vermehren sich im Frühjahr und im Sommer. Die braunen Eikapseln sind 13 cm lang.

## Nutzung
Das Fleisch der Gefleckten Seeratte ist essbar, aber fade und hinterlässt einen unangenehmen Nachgeschmack. Aus der Leber wird Schmieröl hergestellt. In den USA wird sie in gekühlten Becken in mehreren öffentlichen Schauaquarien gezeigt.